# Geneviève Boucher
Geneviève Boucher (née en 1980) est une professeure et chercheuse québécoise, spécialisée en études littéraires. Elle travaille principalement sur la littérature de la fin du XVIIIe siècle et du début du XIXe siècle, notamment celle de la Révolution française. Elle est une spécialiste de l’œuvre de Louis-Sébastien Mercier.

## Biographie
Elle fait ses études de premier cycle à l’Université de Montréal. En 2004, elle y dépose un mémoire de maîtrise intitulé « Pour une autobiographie de la disjointure : autour de quelques textes récents de Jacques Derrida ». En 2010, elle obtient son doctorat en cotutelle de thèse de l’Université de Montréal et de l’Université Paris-Sorbonne. Sa thèse, sous la direction de Benoît Melançon et de Michel Delon, s’intitule « Histoire, Révolution et esthétique. Le temps et ses représentations dans le Tableau de Paris et le Nouveau Paris de Louis Sébastien Mercier ».
Elle est professeure au Département de français de l’Université d’Ottawa et membre du Centre de recherche interuniversitaire en sociocritique des textes.
En 2014, elle tire un livre de sa thèse doctorat, Écrire le temps. Les tableaux urbains de Louis Sébastien Mercier. Filippos Katsanos en rend compte pour Fabula : « L’ouvrage de Geneviève Boucher constitue en somme une enquête passionnante et originale sur les diverses interactions qui s’établissent entre un imaginaire temporel connaissant des mutations profondes et l’œuvre d’un écrivain se voulant chroniqueur de son temps. Par son souci constant d’inscrire précisément le discours de Mercier dans un vaste contexte socio-culturel, G. Boucher nous donne une image vivante et complexe du phénomène littéraire qui, loin de se réduire à des enjeux abstraits d’ordre formel, se montre comme un moyen d’accès privilégié à des réalités d’un autre temps fondateur de notre modernité. » Michael Mulryan en recommande aussi la lecture : « In addition to being a welcome contribution to Mercier studies for Enlightenment specialists, Écrire le temps : Les Tableaux urbains de Louis-Sébastien Mercier is also written in highly accessible and lucid French prose and could be assigned as supplementary reading for any undergraduate or graduate seminar on the history of urban discourse, or, more generally, on eighteenth-century literature, culture, or history. Nineteenth-century specialists will also find a rich resource in this monograph that explicates much of what their chroniclers and poets of urbanity owe to this eighteenth-century muse. » Hugo Sert, pour sa part, est sensible à l’apport méthodologique de l’ouvrage : «Ce qui fait l’originalité de l’étude de Boucher, c’est sa dimension proprement sociocritique : dans une perspective d’histoire des idées et des représentations, et en s’appuyant sur de nombreuses références philosophiques et historiques, Boucher dresse le tableau des différentes perceptions du temps à la fin du XVIIIe siècle, et plus particulièrement pendant la période révolutionnaire. L’auteure pose les bases d’une étude poétique renouvelée de Mercier appelée à être prolongée et précisée, et construit les fondements solides sur lesquels peut dorénavant s’appuyer toute lecture de ces œuvres qui, pendant le tournant des Lumières, cherchent à “écrire le temps”. »
En 2017, la Faculté des arts de l’Université d’Ottawa a remis à Geneviève Boucher son Prix de la chercheuse émergente.

## Publications

### Livres

#### Étude
- Écrire le temps. Les tableaux urbains de Louis Sébastien Mercier, Montréal, Presses de l’Université de Montréal, coll. « Espace littéraire », 2014, 268 p.  (ISBN 978-2-7606-3444-2)

#### Actes de colloque
- Qui a lu boira. Les alcools et le monde littéraire, COnTEXTES, no 6, 2009. Avec Pascal Brissette.  (ISBN 978-2-8218-0538-5)
- Quand les revenants hantent le texte, @nalyses, vol. 9, no 1, hiver 2014. Avec Michel Fournier et Judith Sribnai.

### Articles et chapitres de livres (sélection)
- « Ruptures et retours : Révolution et régénération dans le Nouveau Paris de Louis Sébastien Mercier », Littératures, no 23, 2006, p. 7-28.
- « Jacques Derrida et l’écriture autobiographique : entre “plus d’une langue” et “plus de langue” », Traverses, no 9, 2007, p. 17-34.
- « L'arbre de la liberté ou la métaphore végétale comme représentation de l'histoire de la Révolution », Cahiers d’histoire, vol. XXVI, no 2, hiver 2007, p. 61-80.
- « Le héros robespierriste, entre l’incarnation du peuple et la victime sacrificielle », dans Claudia Bouliane, Anne-Marie David et Anne-Hélène Dupont (dir.), Le héros, le traître et la hauteur des circonstances. Actes du premier colloque du Centre de recherche interuniversitaire en sociocritiques des textes (CRIST), tenu à l’Université de Montréal les 6 et 7 mars 2009.
- « Louis XVII contre les barbares : de l’histoire révolutionnaire au sarkozysme », @nalyses, vol. 7, no 3, automne 2012, p. 231-257.
- « Le discours sur le roman dans le panorama urbain. Tableau, style et histoire chez Louis Sébastien Mercier », Études françaises, vol. 49, no 1, 2013, p. 23-41.  (ISBN 978-2-7606-3199-1)  (ISSN 0014-2085)
- « Sociocritique et prose d’idées. Fonctions et modulations de l’amitié dans le “roman” de la Terreur de Saint-Just », dans Patrick Maurus (dir.), Actualité de la sociocritique, Paris, L’Harmattan, 2013, p. 59-71.  (ISBN 9782343003085)
- « La ville palimpseste de Louis Sébastien Mercier. Spectralité, histoire et imaginaire temporel », @nalyses, vol. 9, no 1, hiver 2014.  (ISSN 1715-9261)
- « Louis Sébastien Mercier et l’esthétique de la force : passion, virilité et violence amoureuse », Eighteenth-Century Fiction, vol. 29, no 1, automne 2016, p. 23-44.  (ISSN 0840-6286)
- « Paris en miniature : l’espace urbain comme principe d’organisation de la mémoire », Dix-huitième siècle, no 49, 2017, p. 533-547.  (ISBN 978-2-7071-9648-4)

## Distinction
- 2017 - Prix de la chercheuse émergente de la Faculté des arts de l’Université d’Ottawa